# Doce Liberdade
Sweet Liberty (bra/prt: Doce Liberdade) é um filme estadunidense de 1986, do gênero comédia, escrito, dirigido e estrelado por Alan Alda. 
O elenco é completado com Michael Caine, Michelle Pfeiffer e Bob Hoskins. O filme conta a história de Michael Burgess (Alda), que escreve um livro sobre a Revolução Americana. E uma equipe de Hollywood está agora na cidade dele para fazer um filme exatamente sobre isso, transformando sua vida em uma grande loucura.

## Elenco
- Alan Alda - Michael Burgess
- Michael Caine - Elliott James
- Michelle Pfeiffer - Faith Healy
- Bob Hoskins - Stanley Gould
- Lise Hilboldt - Gretchen Carlsen
- Lillian Gish - Cecelia Burgess
- Saul Rubinek - Bo Hodges
- Lois Chiles - Leslie
- Linda Thorson - Grace James